# 西平西站
西平西站是广惠城际铁路的地下车站，位于广东省东莞市南城街道东莞大道与东启路交界，于2017年12月28日启用。

## 车站结构
西平西站为地下三层岛式车站，地下一层为站厅，地下三层为站台。

### 车站楼层
| 地下一层 | 站厅层                           | 售票处、候车区、进站口、出站口 通道前往地铁西平站 |  |  |
| 地下二层 | 设备层                           | 车站设备                                          |  |  |
| 地下三层 | 2站台                            | 广惠城际 小金口方向（下站：东城南）               |  |  |
|          | 岛式站台、预留通道前往地铁西平站 |                                                   |  |  |
|          | 1站台                            | 广惠城际 番禺方向（下站：道滘）                   |  |  |

### 站台
西平西站站台位于地下三层，设1台2线。

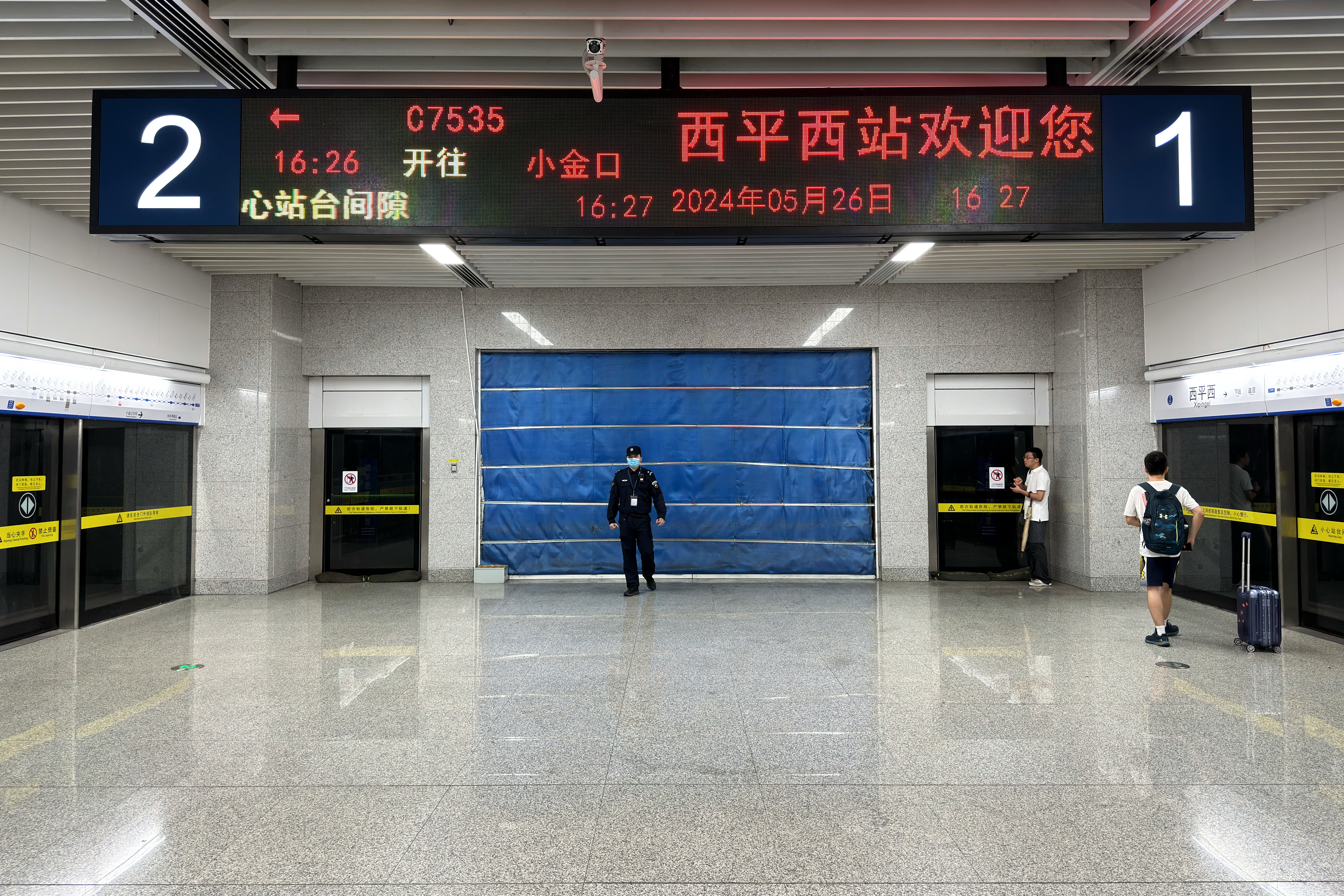
站台末端被封闭的换乘通道

月台末端预留日后与东莞轨道交通2号线西平站的月台直接换乘的通道，惟现时未完成装修及机电设备安装，通道入口被假墙封闭。

### 出入口
西平西站设三个出口，其中仅B出口启用。本站站厅亦设有通往地铁西平站的换乘通道。
|                           |                           |      |              |                                      |
| 编号                      | 设施                      | 照片 | 出口指示     | 建议前往的目的地                     |
| A                         |                           |      |              | （未启用）                           |
| B                         | 升降机标志 · 扶手电梯标志 |      | 东莞大道辅路 | 公交：西平轨道站南站、西平轨道站东站 |
| C                         |                           |      |              | （未启用）                           |
| 换乘通道                  |                           |      |              | 地铁：东莞轨道交通2号线（西平站）    |
| 註： 設有 \| 設有扶手電梯 |                           |      |              |                                      |

## 历史
莞惠城际规划初期，在水濂山水库西北侧设有高架的东莞大道站。2010年铁道部介入珠三角城际铁路建设后，重新设计本线方案；最终在东莞市及沿线镇街的建议下，为避免对城镇规划的切割，同时避开水濂山森林公园、同沙森林公园等生态敏感点，东莞市区及寮步、常平段由高架改为地下，本站因此调整为地下的新城中心站（又称东莞新城站），并向东北方向偏移至现址处:87-91。2012年2月，本站正式开挖。
由于工程名“新城中心站”属叠加命名，不符铁路命名规则，而“南城站”和“西平站”均已被外地车站占用，本站故于2015年末定名为西平西站。2017年12月28日，本站随莞惠城际道滘至常平南段开通而启用。车站开通时由广铁集团运营，2024年1月23日起交由广东城际运营。

## 接驳交通
本站设有接驳东莞轨道交通西平站的换乘通道，乘客可从本站站厅便捷换乘，惟仍需二次安检。
此外，本站设有配套的西平轨道站南和西平轨道站东公交站，供乘客接驳。

| 西平轨道站南 | 西平轨道站南             | 西平轨道站南 | 西平轨道站南     | 西平轨道站南         |
| 编号         | 路线                     | 路线         | 路线             | 备注                 |
| ------------ | ------------------------ | ------------ | ---------------- | -------------------- |
| 27           | 汽车北站                 | ⇆            | 南城车站         | 经大地通讯、第一国际 |
| 567          | 南城车站                 | ↺            | 白马             | 原 54                |
| 莞86         | （东莞）东城体育公园停场 | ⇆            | （广州）黄埔新港 |                      |
| 322          | 天安数码城西             | ⇆            | 松山湖车站       | 原 850               |

| 西平轨道站东 | 西平轨道站东 | 西平轨道站东 | 西平轨道站东 | 西平轨道站东 |
| 编号         | 路线         | 路线         | 路线         | 备注         |
| ------------ | ------------ | ------------ | ------------ | ------------ |
| 18           | 南城车站     | ⇆            | 上桥首末站   |              |
| 567          | 南城车站     | ↺            | 白马         | 原 54        |
| 203          | 可园首末站   | ⇆            | 厚街汽车站   | 原 806       |

## 利用状况
本站位于东莞新城中心CBD，加上是莞惠段唯一可接驳城市轨道交通的站点，开通至今的客流表现均不俗，是莞惠段客流量最高的车站。2024年5月广惠城际与广肇城际贯通运营后，吸引大量跨城出行客流在本站乘车，本站更成为两线所跨五座城市中客流量最高的车站，单日最高客流峰值可达2.6万人次。